# Tiestes

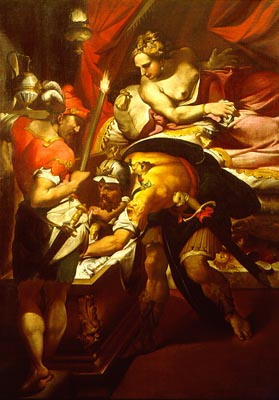
Ilustração da história do roubo do velo de ouro

Tiestes, na mitologia grega, é um dos irmãos de Atreu e pai de Pelópia e Egisto.

## Família
Atreu e Tiestes eram filhos de Pélope e Hipodâmia. Pélope era filho de Tântalo e Dione ou de Tântalo e Eurianassa. Hipodâmia era filha de Enomau e Evarete.
Enomau desafiava todos os pretendentes da sua filha Hipodâmia a uma corrida de carros, e matava-os durante a corrida, mas Pélope conseguiu que Mírtilo, o cocheiro de Enomau, sabotasse seu carro, vencendo a corrida e ganhando a mão de Hipodâmia; Pélope, porém, matou Mírtilo, que amaldiçoou Pélope e sua descendência.

## Exílio
Hipodâmia convenceu Atreu e Tiestes, seus filhos, a assassinarem Crísipo, filho de seu marido Pêlops  com a ninfa Axíoque. Segundo uma versão, Hipodâmia se suicidou quando Pélope a culpou pelo crime. Após o crime, foram ela e os dois filhos expulsos, onde foram acolhidos por Euristeu em Micenas e Midéia,[carece de fontes?] onde mais tarde Hipodâmia suicidou-se.

## Disputa por Micenas
Euristeu morreu lutando contra os heráclidas, e Atreu e Tiestes se tornaram reis de Micenas.
Atreu quis oferecer o seu melhor cordeiro como sacrifício a Ártemis. Ao procurar no seu rebanho, descobriu um cordeiro dourado, que ofereceu à sua esposa, Aérope, para o esconder dos deuses. Mas ela  deu o cordeiro ao seu amante, Tiestes, o irmão de Atreu. Este diz que quem tiver o cordeiro dourado deverá ser rei. Atreu aceita, mas Tiestes aparece com o cordeiro e reclama o trono. Mas Atreu, a conselho de Hermes, desafia Tiestes a dar-lhe o trono se o Sol andar para trás. Tiestes concorda, Zeus coloca o sol a andar para trás no céu, e Atreu retoma o trono e expulsa Tiestes de Micenas.

## Vingança de Atreu
Quando Atreu descobriu a infidelidade da esposa, quis vingar-se e convidou Tiestes para um banquete a pretexto de uma suposta reconciliação. Terminada a refeição, Atreu mostrou a Tiestes que a comida servida a ele era carne dos seus próprios filhos e expulsou Tiestes de Micenas.
Os filhos de Tiestes, que ele teve com uma náiade, se chamavam Aglaus, Callieon e Orcômeno.

## Estupro da própria filha
A conselho de um oráculo, que disse que um filho dele com sua filha, vingaria Atreu, ele teve um filho, Egisto, com sua filha.
De acordo com outra versão, disfarçado, Tiestes violou Pelópia, sua filha, que conseguiu ficar com a espada do violador. Atreu, que casou com Pelópia sem saber que era filha de Tiestes, adotou o filho de Pelópia, que tinha sido abandonado nas montanhas, mas que foi recuperada por um pastor e entregue a Atreu. Atreu perdoou Pelópia e chamou à criança Egisto.

## Retomada de Micenas
Quando Egisto cresceu e descobriu que era filho de Tiestes, matou Atreu e restaurou Micenas a Tiestes.
De acordo com outra versão, os filhos de Atreu conseguiram mais tarde aprisionar Tiestes e Atreu ordenou a Egisto que o matasse. Contudo, foi dominado por Tietes e reconheceu a espada de Egisto como sendo sua. Então contou-lhe toda a história e ordenou ao seu filho que chamasse Pelópia, que ao ter conhecimento que o verdadeiro pai de Egisto era Tiestes, suicidou-se. Ordenado pelo pai, Egisto assassinou Atreu, cumprindo a previsão do oráculo, depois de Tiestes ter-lhe revelado que era ele o verdaderio pai de Egisto.

## Fim do reinado
Agamemnon e Menelau conseguiram escapar de Micenas, sendo levados pela babá para Polifides, rei de Sicião, que os entregou a Eneu, da Etólia.
Tíndaro trouxe Agamemnon e Menelau de volta, expulsou Tiestes e o exilou em Citéria, após Tiestes haver fugido para um altar de Hera e de ter feito feito um juramento. Agamemnon casou-se com Clitemnestra, e matou seu marido, Tântalo, filho de Tiestes, e o filho recém nascido de Tântalo e Clitemnestra.

## Descendentes de Tiestes
Clitemnestra, esposa de Agamemnon, o traiu com Egisto; assim que Agamemnon chegou em Micenas com Cassandra, Clitemnestra deu-lhe como presente uma camisa que não tinha mangas e, quando ele a vestiu, foi morto, e Egisto passou a reinar.
Electra, filha de Agamemnon, conseguiu que Orestes, seu irmão, escapasse, este voltou mais tarde com Pilades, e matou Egisto e sua própria mãe Clitemnestra.